# Tytthonyx sumideroensis
Tytthonyx sumideroensis es una especie de coleóptero de la familia Cantharidae.

## Distribución geográfica
Habita en México.